# 威廉·冯·迈斯特
威廉·冯·迈斯特 （William F. von Meister，1942年2月21日—1995年5月18日）是一位美国企业家，他生前創辦了許多企业，其中包括The Source以及AOL的前身Control Video Corporation 。

## 早年
威廉·费迪南德·冯·迈斯特的祖先是一位容克，他的父亲FW von Meister是威廉二世的教子，母亲是一位女伯爵。 
他曾就讀於乔治城大学，不過並未本科畢業，不過他後來说服美利坚大学的招生工作人員並成功前往該校學習工商管理硕士课程。 

## 职业
1973年後冯·迈斯特创办了一家酒类批发公司，但不久决定转行从事咨询工作。    後來他又幫助Litton Bionetics创建数据库，並且入職西联汇款幫助該公司创建了计算机化的计费系统。 
1978 年，威廉·冯·迈斯特创立了The Source，The Source最终卖给了读者文摘。
1983 年，威廉·冯·迈斯特创立了Control Video Corporation 。

## 去世
威廉·冯·迈斯特最終因癌症去世，享年53岁。